# Ascidia retinens
Ascidia retinens is een zakpijpensoort uit de familie van de Ascidiidae. De wetenschappelijke naam van de soort is voor het eerst geldig gepubliceerd in 1984 door Claude Monniot.